# Antoine Dauvergne
Antoine Dauvergne (Moulins-sur-Allier, 1713 - Lió, 1797) fou un compositor i violinista francès considerat el creador de l'òpera còmica francesa.
Després d'haver fet uns sòlids estudis en la seva vila natal, passà a París, on ben aviat es donà conèixer com a notable violinista, entrant, com a tal, primer en la música del rei i més tard en l'òpera. La seva òpera còmica Les Troqueurs (1753) fou molt ben acollida, no tant pel mèrit de la seva música, la qual era ben pobra, com per ser la primera obra que mereixia el nom de tal, ja que les anteriors no eren només que sarsueles.
Desenvolupà els càrrecs més elevats en la seva professió, entre ells el de director de l'Òpera i super-intendent de la música del rei, i a més de Les Troqueurs, va escriure: La coquette trompée (1735); Enée et, Lavinie (1758); Les fêtes d'Euterpe; Canente (1760); Hercule mourant (1761); Pyrrhus et Polixène (1764); La Vénitienne (1768); Persée, en col·laboració amb altres músics (1770); Le prix de la valeur (1776); Callirrhoé (1773); Linus; Orphée i La tour enchantée, aquestes tres últimes inèdites. També va compondre quinze motets, simfonies, trios i sonates per a violí.